# Jack Charlton
John «"Jack»" Charlton (Ashington, Inglaterra, 8 de mayo de 1935-Ashington, Inglaterra, 10 de julio de 2020) fue un futbolista internacional y entrenador británico. Fue galardonado con la Orden del Imperio Británico.
Charlton, hermano de Bobby, jugó de defensa central en el Leeds United durante toda su carrera. Como futbolista internacional inglés ganó el Mundial de 1966 que se disputó en su país. Tras su retirada, ejerció de entrenador, donde fue principalmente conocida su labor en la  selección irlandesa, a la que llevó a disputar una Eurocopa (1988) y dos Mundiales (1990 y 1994). Estos logros permitieron que le fuera concedida la nacionalidad irlandesa cuando dejó el cargo.
Falleció mientras dormía en su residencia de Northumberland el 10 de julio de 2020 a los 85 años tras habérsele diagnosticado un linfoma en 2019, enfermedad por la cual además padecía demencia.

## Selección nacional
Jack Charlton fue internacional con la selección inglesa en 35 ocasiones. Participó en dos Mundiales y una Eurocopa. Su primer gran torneo internacional a nivel de selecciones fue el Mundial de Inglaterra de 1966, en el que los locales finalizaron campeones tras ganar por 4 a 2 en la final en el estadio de Wembley a la selección de Alemania Federal.
Dos años después, fue convocado para disputar la Eurocopa de 1968 en Italia, en la que Inglaterra terminó tercera tras ser eliminada en semifinales por Yugoslavia y luego ganó el partido por el tercer puesto a la URSS por 2 a 0. Su última gran participación fue en el Mundial de México de 1970, en el que Inglaterra cayó en cuartos de final, en la prórroga, ante Alemania Federal, tomándose así los germanos revancha por lo ocurrido en la final de 1966 con el mítico gol fantasma de Geoff Hurst que le dio el Mundial a Inglaterra.

### Participaciones en la Copa del Mundo
| Mundial                        | Sede       | Resultado        |
| ------------------------------ | ---------- | ---------------- |
| Copa Mundial de Fútbol de 1966 | Inglaterra | Campeón          |
| Copa Mundial de Fútbol de 1970 | México     | Cuartos de final |

### Participaciones en la Eurocopa
| Eurocopa      | Selección  | Resultado | Partidos |
| ------------- | ---------- | --------- | -------- |
| Eurocopa 1968 | Inglaterra | Semifinal | 2        |

## Clubes

### Como jugador
| Club         | País       | Año       | Partidos | Goles |
| ------------ | ---------- | --------- | -------- | ----- |
| Leeds United | Inglaterra | 1952-1973 | 773      | 96    |

### Como entrenador
| Club                           | País                 | Año       |
| ------------------------------ | -------------------- | --------- |
| Middlesbrough                  | Inglaterra           | 1973-1977 |
| Sheffield Wednesday            | Inglaterra           | 1977-1983 |
| Newcastle United               | Inglaterra           | 1984-1985 |
| Selección de fútbol de Irlanda | República de Irlanda | 1986-1995 |

## Palmarés

### Campeonatos nacionales
| Título           | Club         | País       | Año     |
| ---------------- | ------------ | ---------- | ------- |
| League Cup       | Leeds United | Inglaterra | 1967-68 |
| First Division   | Leeds United | Inglaterra | 1968-69 |
| Community Shield | Leeds United | Inglaterra | 1969    |
| FA Cup           | Leeds United | Inglaterra | 1972-73 |

### Campeonatos internacionales
| Título                 | Club              | Sede             | Año     |
| ---------------------- | ----------------- | ---------------- | ------- |
| Copa Mundial de Fútbol | Selección Inglesa | Inglaterra       | 1966    |
| Copa de Ferias         | Leeds United      | Turín / Leeds    | 1967-68 |
| Copa de Ferias         | Leeds United      | Leeds / Budapest | 1970-71 |